# 弗洛-塞利根塔尔
弗洛-塞利根塔尔是德国图林根州的一个市镇。总面积68.74平方公里，总人口6247人，其中男性3118人，女性3129人（2011年12月31日），人口密度91人/平方公里。

## 友好城市
- 法國 蒂姆赖新堡